# Ахмедов, Риад Фикрет оглы
Риад Фикрет оглы Ахмедов (азерб. Riad Fikrət oğlu Əhmədov; 20 декабря 1956 года, Баку — 26 января 1992 года, Нагорный Карабах) — заместитель начальника Разведывательного управления Министерства обороны Азербайджанской Республики в 1992 году. Национальный герой Азербайджана (1992, посмертно).

## Биография
Риад Ахмедов родился 20 декабря 1956 году в Баку в интеллигентной семье. В 1972 году окончил школу № 134 города Баку. В 1976 году окончил с отличием юридический факультет Азербайджанского государственного университета. C 1976 по 1979 года Ахмедов работал лаборантом в Институте судебной экспертизы при Министерстве юстиции Азербайджанской ССР. С 1979 по 1980 — советник в отделе подготовки проектов законов и систематизации законодательства, а с 1980 по 1981 — старший советник в отделе кадров Министерства юстиции Азербайджанской ССР.
В 1982 году окончил Высшие курсы КГБ при Совете Министров СССР в Минске после чего вернулся в Баку и продолжил службу в отделе разведки КГБ Азербайджанской ССР. В 1984 году посещал курсы в Институте имени Ю. В. Андропова КГБ СССР. За безукоризненную службу и деятельность в органах госбезопасности в 1988 году был награждён медалью «70 лет Вооружённых Сил СССР».
С началом Карабахского конфликта Риад Ахмедов принимал активное участие в создании Вооружённых сил Азербайджана. С 1989 года Ахмедов часто выезжал в Карабах. Уже в годы войны, в 1991 году, подполковник Ахмедов отличился в боях за сёла Чайкенд, Эркеч и других.
В 1992 году стал заместителем начальника Разведывательного управления Министерства обороны Азербайджанской Республики. В январе 1992 года Ахмедов создал особое подразделение разведки, состоявшее из прошедших афганскую войну бойцов. 22 января 1992 года Риад Ахмедов вместе со своим отрядом был направлен в Шушу. 26 января отряд Ахмедова получил очередное задание — помощь в очистке от противника села Дашалты, расположенного на дороге Шуша—Лачин. В ходе этой операции «Дашалты» Риад Ахмедов пропал без вести. На момент предполагаемой гибели был женат на Эльмире Махмудовой, сестре будущего министра национальной безопасности Эльдара Махмудова. У Ахмедова было двое дочерей.
Указом президента Азербайджанской Республики № 833 от 7 июля 1992 года Ахмедову Риаду Фикрет оглы было присвоено звание Национального героя Азербайджана (посмертно).
В сентябре 2023 года согласно сообщению государственных органов Азербайджана останки Национального героя Риада Ахмедова были опознаны. Они  были обнаружены в массовом захоронении в селе Дашалты.

## Память
- Именем Риада Ахмедова названа бакинская средняя школа № 203[1].
- На стене дома в Баку, в котором жил Ахмедов установлена мемориальная доска.